# 乌兰夫
乌兰夫（1906年12月23日—1988年12月8日），漢名云泽、云时雨，蒙古族，出生于绥远土默特旗（今内蒙古自治区土默特左旗），中国共产党政治人物，原正国级领导人，中国人民解放军开国上將。乌兰夫官至国家副主席，有“蒙古王”之称，是中华人民共和国历史上官阶最高的少数民族人士。
1923年，加入中国社会主义青年团；1925年加入中国共产党；是第八届中共中央政治局候补委员，第十届中央委员，第十一、十二届中央政治局委员。曾任中华人民共和国副主席，第四、五、七届全国人大常委会副委员长，第五届全国政协副主席，国务院副总理，中共中央统战部部长等职。中华人民共和国和中国共产党的主要领导人之一。1955年被授予上将军衔，是57位“开国上将”之一。
其长子布赫，曾任全国人大常委会副委员长（1993年至2003年）。布赫之女布小林曾任内蒙古自治区政府主席。

## 生平

### 早年经历

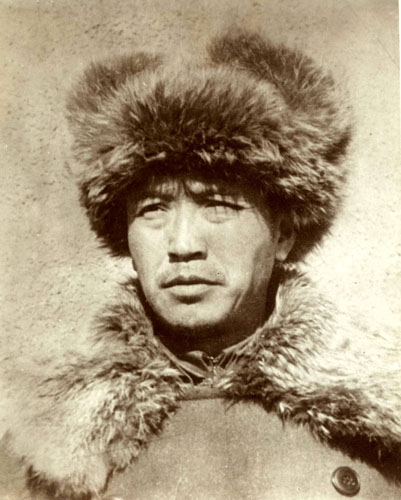
抗日战争时期的乌兰夫

乌兰夫生于绥遠土默特旗塔布赛村一个牧民家庭。从家乡土默特旗高等小学校毕业后，1923年乌兰夫进入北平蒙藏学校学习。在李大钊、赵世炎、邓中夏等共产党人的帮助下，参加马克思主义研究小组，学习马列主义理论；同年12月，加入中国社会主义青年团。
1925年5月，参加了五卅运动。9月，在加入中国共产党后，被派赴莫斯科中山大学学习，同學包括邓小平、伍修权等，同桌是蔣介石之子蔣經國。1929年6月回国后，开始参与组织、领导蒙古地方群众斗争；任中共西蒙工委组织委员、书记。1931年10月，受王若飞指派，在西蒙从事群众、党务、军运和情报工作；曾策划1936年2月的“百灵庙暴动”；后又组建“蒙旗保安总队”，任政治部代主任，并在该部队任中共党委书记。

### 战争期间
抗日战争爆发后，乌兰夫率部在归绥、黑河一带阻击日军。后转战到陕北神木、府谷地区，受中共中央指派进驻伊克昭盟。1938年4月，出任中共绥蒙工委委员；同年5月，任国民革命军新编第三师政治部代理主任，堵截日伪军南渡黄河。1941年8月，由于国民政府指令在新编第三师“肃清共产党”，乌兰夫被迫赴延安，出任陕甘宁边区政府民族事务委员会主任，延安民族学院教育长等职。1943年8月起，负责西北局统战部的蒙古族事务。1945年，在中共七大上，当选候补中央委员。

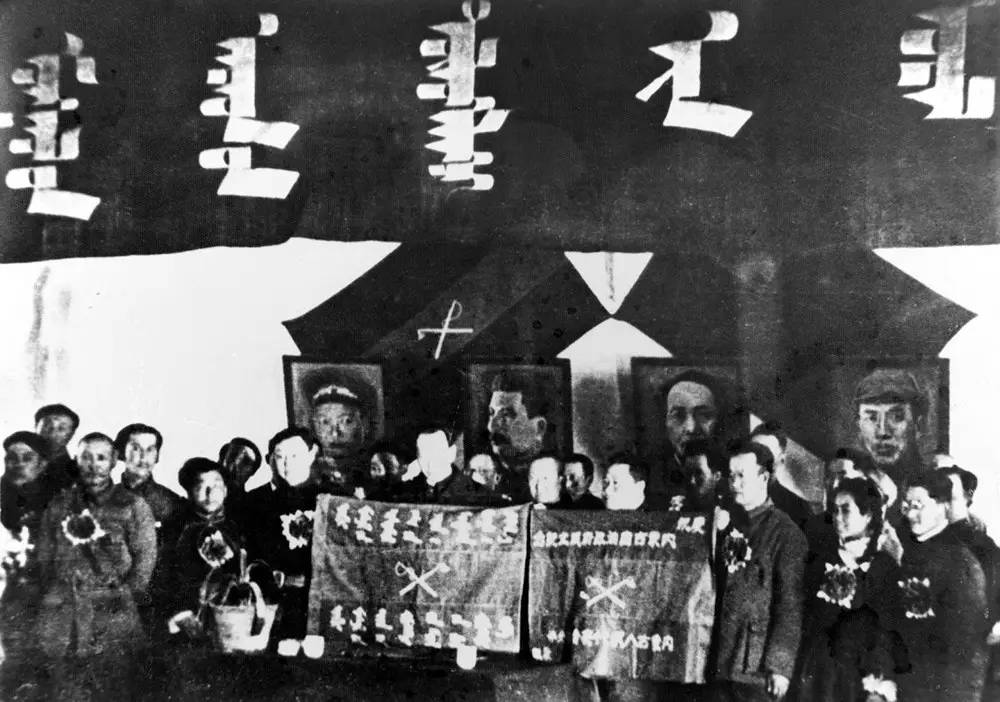
1947年5月1日，内蒙古人民代表会议选举乌兰夫为内蒙古自治政府主席，图为乌兰夫与副主席、委员宣誓就职

1945年8月，乌兰夫任绥蒙政府主席，中共晋察冀边区中央局委员，中共内蒙古工委书记。同年10月，在成功解散以博英达赉为首的内蒙古人民共和国临时政府后，乌兰夫在中共的领导下，发动内蒙古群众的自治运动；并组织成立了内蒙古自治运动联合会，乌兰夫并出任主席、兼军事部长。后又任内蒙古军政大学校长等职。1947年5月，乌兰夫又领导组建内蒙古自治政府，并被选为主席，7月，任中共内蒙古工作委员会书记，11月任内蒙古人民自卫军司令员兼政治委员，1948年1月，自卫军改称内蒙古人民解放军，任司令员兼政治委员，1949年5月，改为中国人民解放军内蒙古军区，任司令员兼政治委员。此后，他历任自治区政府主席、中共中央东北局委员；其间，完成了内蒙古地区中共的政权建设、军队建设、和共产党组织的发展；他还指挥部队消灭了内蒙古地区的土匪和地方反对势力的武装，并参加解放战争中的辽沈战役和平津战役。

### 中华人民共和国建立后

#### 建国初期
中华人民共和国成立后，乌兰夫历任中央人民政府委员，中央人民政府政务院政务委员，国防委员会委员，中央人民政府民族事务委员会党组书记、副主任、主任，中央民族学院院长，华北行政委员会委员，中共中央华北局副书记、内蒙古分局书记，绥远省人民政府主席等职。
1954年9月，在第一届全国人民代表大会第一次会议上，乌兰夫被任命为中华人民共和国国务院副总理（排名第八位）兼国家民族事务委员会主任；1955年7月，中共内蒙古分局改称中共内蒙古自治区委员会，乌兰夫任书记，1956年7月任第一书记。1955年4月，任自治区人民委员会主席，1957年任内蒙古大学校长，1960年任中共中央华北局第二书记，1965年5月任内蒙古自治区政协主席。1955年9月，被授予中国人民解放军上将军衔，荣获一级解放勋章。1956年，中共八大召开，乌兰夫当选为中共中央委员；并在中共八届一中全会上，当选中共中央政治局候补委员（排名第一位），成为党和国家领导人。此后，他还连任第二、第三届国务院副总理。

#### 文革时期
“文化大革命”開始后，乌兰夫因“内人党”问题被批斗，被攻击“搞独立王国”。1966年8月，被軟禁於北京，并撤销党政军领导职务；后受到国务院总理周恩来的保护，并改名王自力。1972年5月20日至31日，中共中央在北京举行工作会议，为召开十大作准备。会前，根据中共中央主席毛泽东的意见，会议宣布解放谭震林、李井泉、乌兰夫等13位老干部。此后，在1973年中共十大上，乌兰夫重新当选为中共中央委员，并于1975年1月，当选第四届全国人大常委会副委员长。

#### 文革结束和改革开放之后
打倒四人帮之后，乌兰夫于1977年6月出任中共中央统战部部长，并在8月的中共十一届一中全会上，当选中共中央政治局委员，再次进入中央领导核心。1982年9月，乌兰夫在中共十二届一中全会上连任中共中央政治局委员，1985年中共召开全国代表会议之前的中共十二届四中全会，乌兰夫等主动要求退出中央委员会，从而不再担任中共中央政治局委员。
1978年3月，乌兰夫连任第五届全国人大常委会副委员长（排名第四）；同时还当选第五届全国政协副主席（排名第一位）。1983年6月，第六届全国人民代表大会第一次会议主席团提名李先念、廖承志分别作为国家主席、副主席的候选人。然而，在舉行選舉前八天，即6月10日，廖承志因突发心脏病逝世；随即中央政治局召开扩大会议，决定排名第一的人大常委会副委员长候选人乌兰夫替补为国家副主席候选人，最终在6月18日当选中华人民共和国副主席。1988年4月8日，国家副主席任期结束后，乌兰夫还当选为第七届全国人大常委会副委员长（排名第二位）。1988年12月8日14时45分，乌兰夫于全国人大常委会副委员长任内在北京病逝，终年82岁。

## 官方评价与纪念
乌兰夫病逝后，中共中央、全国人大常委会发布讣告，评价他为“久经考验的共产主义战士，党和国家优秀的领导人、杰出的无产阶级革命家、卓越的民族工作领导人”。1992年12月23日，“乌兰夫纪念馆”在呼和浩特市落成开馆。2000年10月，纪念馆被命名为“全国爱国主义教育示范基地”。1999年6月，由时任中共中央总书记、国家主席江泽民题写书名的《乌兰夫文选》正式出版。
2006年12月21日，中共中央召开“纪念乌兰夫同志诞辰100周年座谈会”，由时任全国人大常委会副委员长王兆国主持，中共中央政治局常委、中央书记处书记、国家副主席曾庆红到会发表讲话，高度评价乌兰夫的一生。曾庆红说“乌兰夫同志把毕生精力献给了中国人民的解放事业和社会主义建设事业，为民族团结复兴和祖国统一繁荣建立了卓越的功勋”，并使用了“深受全党全国各族人民的尊敬和爱戴”这样只有正国级领导人才能使用的话语。曾庆红在讲话中指出，“在中国革命和建设的伟大实践中，产生了许许多多乌兰夫同志这样伟大的无产阶级革命家”，这实际上间接承认了乌兰夫伟大的无产阶级革命家地位。同时，乌兰夫诞辰100周年纪念邮票（一张）在全国发行，大型文献纪录片《乌兰夫》于2006年12月24-31日在央视七套的黄金时段播出。2007年8月28日，以乌兰夫革命活动为主线的电视剧《草原春来早》于CCTV-1上映。

## 著作
- 《乌兰夫回忆录》中共党史资料出版社 1989
- 《乌兰夫文选》 中央文献出版社 1999

## 家庭
父亲云明亮
堂兄云润,
弟弟是抗战期间大青山抗日游击队长的云浦，被日本人逮捕
妻子：
1. 云亭[23]，与乌兰夫育有三子一女
2. 云丽文[24]

儿子
1. 布赫（又名云曙光），前内蒙古自治區主席，第八至九屆全国人大常委会副委员长
2. 乌宾（后改名乌可力），前航天部、长城公司领导
3. 乌杰，前包头市市长、山西省副省长

女儿
1. 云曙碧，前内蒙古自治区卫生厅厅长，内蒙古自治区红十字会会长
2. 女婿石光华，曾任内蒙古自治区政府副主席
3. 云杉，新华社《瞭望》周刊的记者

堂侄女
1. 云曙芬,堂兄云润之女,曾任内蒙古自治区政协副主席
2. 堂侄女婿寒峰，曾任中共内蒙古自治区党委常委，纪委书记

孙女
1. 布小林，布赫之女，曾任中共内蒙古自治区党委常委、自治区政府主席。

姻亲
1. 妹夫，妹妹云清之夫孔飞，曾任内蒙古自治区政府主席
2. 内弟，第一任夫人云亭之弟云生格，曾任内蒙古自治区政协副秘书长[25]
3. 内堂弟，妻子云丽文三叔云蔚之子云布龙，曾任内蒙古自治区政府主席

## 影视形象
- 1994年电视剧《乌兰夫》- 许福印 饰

- 2004年电视剧《青年乌兰夫》- 陈明昊 饰

- 2007年电视剧《草原春来早》- 王辉 饰

- 2019年电影《红色之子：单刀赴会》- 李肖宁 饰

## 傳記
- 楊海英（著）、陳心慧（譯）：《在中國與蒙古的夾縫之間：一個蒙古人未竟的民族自決之夢》，台灣八旗文化／遠足文化， ISBN 9789578654235